# Chad Michael Collins
Chad Michael Collins (Albany, 22 settembre 1979) è un attore statunitense.

## Carriera
È noto principalmente per aver interpretato Brandon Beckett, il protagonista della serie di film Sniper a partire dal quarto capitolo.
Ha doppiato Alex Keller in tre capitoli della saga di Call of Duty: Modern Warfare.

## Filmografia

### Cinema
- Sniper 4 - Bersaglio mortale (Sniper: Reloaded), regia di Claudio Fäh (2011)
- Sniper 5 - Fino all'ultimo colpo (Sniper: Legacy), regia di Don Michael Paul (2014)
- Sniper - Nemico fantasma (Sniper: Ghost Shooter), regia di Don Michael Paul (2016)
- Sniper - Scontro totale (Sniper: Ultimate Kill), regia di Claudio Fäh (2017)
- Sniper - La fine dell’assassino (Sniper: Assassin's End), regia di Kaare Andrews (2020)
- Sniper - Missione non autorizzata (Sniper: Rogue Mission), regia di Oliver Thompson (2022)
- Sniper: G.R.I.T. Squadra globale risposta e intelligence (Sniper: G.R.I.T.), regia di Oliver Thompson (2023)
- Sniper: L'ultimo baluardo (Sniper: The Last Sand), regia di Danishka Esterhazy (2025)

### Televisione
- Lake Placid 2, regia di David Flores – film TV (2007)
- Greek - La confraternita (Greek) - serie TV, 2 episodi (2008-2009)
- CSI: NY - serie TV, episodio 7x03 (2010)
- NCIS - Unità anticrimine (NCIS) - serie TV, episodio 8x12 (2011)
- CSI: Miami - serie TV, episodio 9x19 (2011)
- Last Resort - serie TV. 2 episodi (2012)
- 2 Broke Girls - serie TV, episodio 1x19 (2012)
- Major Crimes - serie TV, episodio 1x01 (2012)
- C'era una volta (Once Upon a Time) - serie TV, episodio 2x12 (2013)
- Blue Bloods - serie TV, episodio 4x13 (2014)
- CSI - Scena del crimine (CSI: Crime Scene Investigation) - serie TV, episodio 14x21 (2014)
- Castle - serie TV, episodio 7x03 (2014)
- Bones - serie TV, episodio 10x04 (2014)
- NCIS: New Orleans - serie TV, episodio 2x03 (2015)
- Freakish - serie TV, 3 episodi (2016)
- Extinct - serie TV, 10 episodi (2017)
- Il mio incubo viene dal passato (Sisters in Crime), regia di John Murlowski - film TV (2018)
- Shooter - serie TV, episodio 3x08 (2018)
- MacGyver - serie TV, episodio 3x16 (2019)

### Doppiaggio
- Hidden Agenda - videogioco, voce di Jack Calvary (2017)
- Call of Duty: Modern Warfare - videogioco, voce di Alex Keller (2019)
- Call of Duty: Modern Warfare II - videogioco, voce di Alex Keller (2022)
- Call of Duty: Modern Warfare III - videogioco, voce di Alex Keller (2023)

## Doppiatori italiani
Nelle versioni in italiano delle opere in cui ha recitato, Chad Michael Collins è stato doppiato da:
- Luca Sandri in Sniper 5 - Fino all'ultimo colpo, Sniper – Nemico fantasma, Sniper - Scontro totale, Sniper - La fine dell'assassino
- Giorgio Borghetti in Sniper - Missione non autorizzata, Sniper: G.R.I.T. Squadra globale risposta e intelligence, Sniper - L'ultimo baluardo
- Guido Di Naccio in Blue Bloods, Castle
- Fabrizio Manfredi in Lake Placid 2 - Il terrore continua
- Stefano Thermes in CSI: NY
- Alessandro Rigotti in CSI: Miami
- Alessandro Tiberi in Sniper 4 - Bersaglio mortale
- Riccardo Scarafoni in NCIS - Unità anticrimine
- David Chevalier in Enlightened - La nuova me
- Daniele Giuliani in Major Crimes
- Simone Crisari in Last Resort
- Stefano Miceli in C'era una volta
- Gianfranco Miranda in NCIS: New Orleans
- Marco Vivio ne Il mio incubo viene dal passato
- Massimiliano Plinio in Shooter
- Edoardo Stoppacciaro in MacGyver

Da doppiatore è stato sostituito da:
- Mattia Bressan in Hidden Agenda
- Matteo De Mojana in Call of Duty: Modern Warfare (2019)